# 格倫伍德 (印地安納州)
格倫伍德（英語：Glenwood）是一個位於美國印地安納州費耶特縣和拉什縣的城鎮。

## 人口
根據2010年美國人口普查的數據，格倫伍德的面積為0.50平方千米，當中陸地面積為0.50平方千米，而水域面積為0.00平方千米。當地共有人口250人，而人口密度為每平方千米500人。